# 平安山裕子
平安山 裕子（へんざん ゆうこ、1987年4月6日 - ）は、日本の女子プロボクサー。沖縄県那覇市出身。平仲ボクシングスクールジム所属。第5代OPBF東洋太平洋女子バンタム級王者。

## 来歴
ファミリーマートで店員として勤務の傍ら、21歳の時にダイエット目的としてボクシングを始めたが、プロ志望のジム仲間の女性からスパーリング相手を頼まれボコボコにされたのがきっかけで「強くなりたい」とプロを目指す。
2010年2月7日、福岡市九電記念体育館にて山田紗暉（フジタ）相手にデビュー戦を行うが、判定負け。
2012年2月21日、初の後楽園ホールにて半谷美里（アルファ）を4回TKOで退け5戦目で初勝利。
11月26日、後楽園ホールにて氷室笑香（レパード玉熊）に判定負け。その後試合から遠ざかる。
2015年4月29日、2年5ヶ月ぶりの復帰戦として鹿児島オロシティホールにて福田香奈（ヤマカワスポーツ）と対戦し、引き分け。
11月15日、初となる地元での試合として豊見城市民体育館にて藤原芽子（真正）と対戦し、判定で約3年9ヶ月ぶりとなる2勝目。
2016年3月13日、2戦連続となる豊見城市民体育館にて吉田実代（当時は武藤姓）と対戦も判定負けで地元連勝ならず。
2017年1月8日、田中智沙（勝又）に判定勝利でB級昇格。
5月21日、琉球大学第一体育館にてNadya Nakhoir（ インドネシア）との初の6回戦を4回TKOで勝利。
9月10日、Jutamas Jitpong（ タイ）に判定勝利でA級昇格。
11月10日、初の8回戦かつ海外遠征として フィリピン・プエルト・プリンセサにてファナルック・コンサング（ タイ）とOPBF東洋太平洋女子バンタム級王座決定戦を争うが、引き分けで王座はお預けとなった。
2018年4月8日、豊見城市民体育館にてコンサングと再戦、3-0判定で勝利し初タイトル獲得、沖縄県のジムとしても初の女子王座獲得となった。
東洋太平洋王座防衛戦を8月4日に行うと報じられていたが、同王座は返上され、殷梵とのWBOアジア太平洋王座決定戦に変更された。しかし、試合は1-2の判定で敗れ2冠目獲得はならなかった。
12月9日、うるま市の石川多目的ドームにてシャルシリ・ローンムアンタイ（ タイ）相手に3-0判定で勝利し再起成功。
2019年3月21日、豊見城市民体育館にてアンチャリー・マンコンに判定勝利。
6月11日、中国・西安にてリー・ピンシーと対戦も、判定負け。
12月8日、石川多目的ドームにてグレテル・デパズと対戦も、判定負けで連敗。
2021年6月7日、後楽園ホールで奥田朋子の世界王座獲得により空位となった日本女子バンタム級王座決定戦として谷山佳菜子と対戦も負傷判定負け。
2022年4月16日、エディオンアリーナ大阪にてWBO女子アジア太平洋バンタム級王座決定戦として赤林檎と対戦。しかし、2回TKOで5連敗。

## 戦績
- 24戦 8勝 2KO 12敗 4分

## 獲得タイトル
- 第5代OPBF東洋太平洋女子バンタム級王座（防衛0=返上）